# Italienische Fußballnationalmannschaft der Frauen
Die italienische Fußballnationalmannschaft der Frauen (italienisch Nazionale di calcio femminile dell'Italia) repräsentiert Italien im internationalen Frauenfußball. Die Nationalmannschaft ist dem italienischen Fußballverband unterstellt.
Die italienische Auswahl nahm bisher an zwei Welt- und zehn Europameisterschaften teil. Der größte Erfolg der Squadra Azzurra sind die Vizeeuropameisterschaften 1993 und 1997. Für das olympische Fußballturnier der Frauen konnte Italien sich bisher nicht qualifizieren. Bei Einführung der FIFA-Weltrangliste für Frauen im Juli 2003 bis zum November 2006 stand Italien auf Platz 10 und fiel dann aus den Top 10 bis auf Rang 14. Derzeit belegt die Mannschaft den 13. Rang.

## Geschichte
Die italienische Frauenmannschaft gehörte zu den ersten europäischen Mannschaften, die Länderspiele austrug. Das erste inoffizielle Spiel fand am 23. Februar 1968 gegen die Tschechoslowakei statt. 1969 gewann Italien die „Coppa Europa per Nazioni“ im Endspiel mit 3:1 gegen Dänemark, an der außerdem noch England und Frankreich teilnahmen. 1970 konnten die Däninnen sich im Endspiel der ersten inoffiziellen Weltmeisterschaft revanchieren, so dass Italien nach dem 0:2 nur der „Vizeweltmeistertitel“ blieb. Bei der 2. inoffiziellen Weltmeisterschaft 1971 in Mexiko erreichte Italien den 3. Platz. Am 28. November 1971 folgte dann das erste von der FIFA anerkannte Länderspiel. Die Italienerinnen nahmen als einzige Mannschaft an allen EM-Endrunden seit 1984 teil und erreichten zweimal das Finale, konnten aber bisher keinen Titel gewinnen.

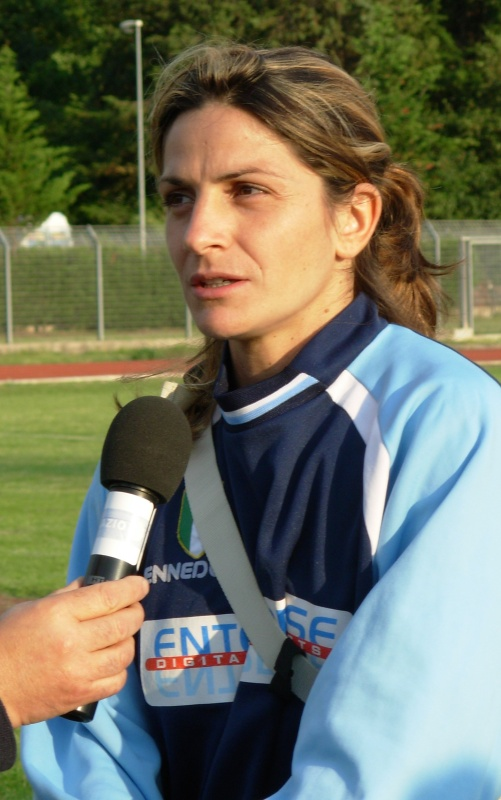
Rekordnationalspielerin Patrizia Panico

## Turnierbilanz

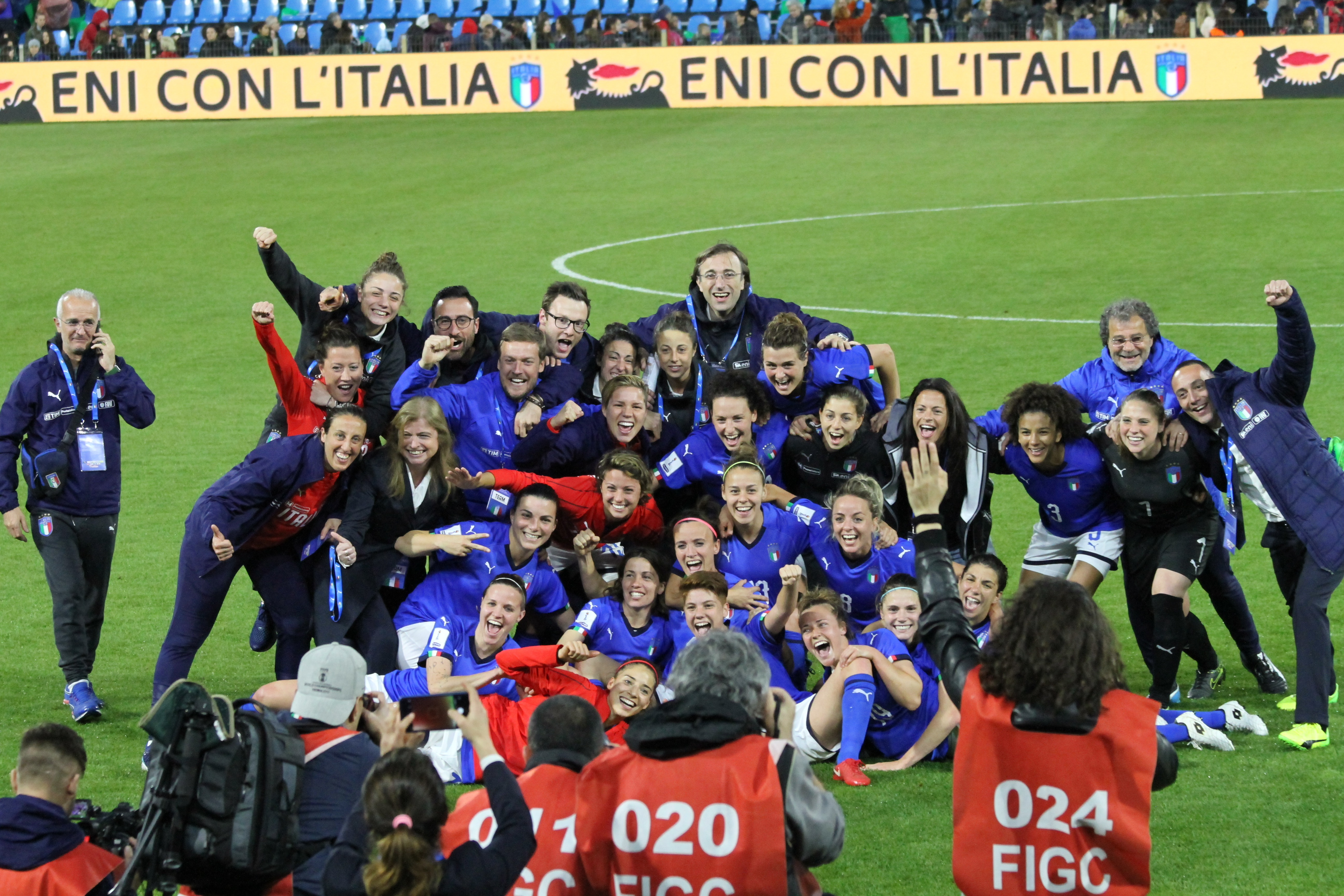
Die Mannschaft nach dem Sieg gegen Belgien in der Qualifikation zur Weltmeisterschaft 2019 am 10. April 2018

### Weltmeisterschaften
| Jahr | Gastgeberland          | Teilnahme bis…     | Letzte(r) Gegner                 | Ergebnis | Bemerkungen und Besonderheiten          |
| ---- | ---------------------- | ------------------ | -------------------------------- | -------- | --------------------------------------- |
| 1991 | VR China               | Viertelfinale      | Norwegen                         | –        | Niederlage in der Verlängerung          |
| 1995 | Schweden               | nicht qualifiziert | –                                | –        | –                                       |
| 1999 | USA                    | Vorrunde           | Brasilien, Deutschland, Mexiko   | –        | Als bester Gruppendritter ausgeschieden |
| 2003 | USA                    | nicht qualifiziert | –                                | –        | –                                       |
| 2007 | VR China               | nicht qualifiziert | –                                | –        | –                                       |
| 2011 | Deutschland            | nicht qualifiziert | –                                | –        | –                                       |
| 2015 | Kanada                 | nicht qualifiziert | –                                | –        | –                                       |
| 2019 | Frankreich             | Viertelfinale      | Niederlande                      | –        | –                                       |
| 2023 | Australien, Neuseeland | Vorrunde           | Schweden, Südafrika, Argentinien | –        | –                                       |

### Europameisterschaften
| Jahr | Gastgeberland      | Teilnahme bis…   | Letzte(r) Gegner                  | Ergebnis           | Bemerkungen und Besonderheiten                                                      |
| ---- | ------------------ | ---------------- | --------------------------------- | ------------------ | ----------------------------------------------------------------------------------- |
| 1984 | –                  | Halbfinale       | Schweden                          | –                  | Kein Spiel um Platz 3                                                               |
| 1987 | Norwegen           | Spiel um Platz 3 | England                           | Dritter            | –                                                                                   |
| 1989 | Deutschland        | Spiel um Platz 3 | Schweden                          | Vierter            | Im Halbfinale im Elfmeterschießen am späteren Europameister Deutschland gescheitert |
| 1991 | Dänemark           | Spiel um Platz 3 | Dänemark                          | Vierter            | –                                                                                   |
| 1993 | Italien            | Finale           | Norwegen                          | Vize-Europameister | –                                                                                   |
| 1995 | –                  | Viertelfinale    | Deutschland                       | –                  | –                                                                                   |
| 1997 | Norwegen, Schweden | Finale           | Deutschland                       | Vize-Europameister | –                                                                                   |
| 2001 | Deutschland        | Vorrunde         | Dänemark, Frankreich, Norwegen    | –                  | Punktgleich mit dem Gruppenzweiten als Gruppendritter ausgeschieden                 |
| 2005 | England            | Vorrunde         | Deutschland, Frankreich, Norwegen | –                  | –                                                                                   |
| 2009 | Finnland           | Viertelfinale    | Deutschland                       | –                  | –                                                                                   |
| 2013 | Schweden           | Viertelfinale    | Deutschland                       | –                  | –                                                                                   |
| 2017 | Niederlande        | Vorrunde         | Deutschland, Russland, Schweden   | –                  | –                                                                                   |
| 2022 | England            | Vorrunde         | Frankreich, Belgien, Island       | –                  | Als bester Gruppenzweiter qualifiziert                                              |
| 2025 | Schweiz            | Halbfinale       | England                           | -                  | Als Gruppensieger qualifiziert                                                      |

### Olympische Spiele
Die Qualifikation erfolgte bis 2020 über die WM-Endrunde, ab 2024 über die UEFA Women’s Nations League.
| - 1996: nicht qualifiziert - 2000: nicht qualifiziert - 2004: nicht qualifiziert - 2008: nicht qualifiziert - 2012: nicht qualifiziert - 2016: nicht qualifiziert - 2020: nicht qualifiziert - 2024: nicht qualifiziert |

### Nations League
- 2023/24: Liga A4 – 2. Platz, Verbleib in Liga A für die Qualifikation zur EM 2025
- 2025: Liga A4 – 2. Platz, Verbleib in Liga A für die Qualifikation zur WM 2027

### Algarve-Cup
Die Nationalmannschaft nahm viermal am Algarve-Cup teil.
| - 1994: nicht teilgenommen - 1995: 7. Platz - 1996 bis 2003: nicht teilgenommen - 2004: 4. Platz - 2005 und 2006: nicht teilgenommen - 2007: 7. Platz - 2008: 6. Platz - 2009 bis 2019: nicht teilgenommen - 2020: 2. Platz (Zum Finale gegen Deutschland trat die Mannschaft nicht an, da sie wegen des Ausbruchs der COVID-19-Pandemie in Italien vorzeitig abreisen musste.) - 2022: 2. Platz |

### Zypern-Cup
Die Nationalmannschaft nahm neunmal am Zypern-Cup teil.
- 2008 und 2009: nicht teilgenommen
- 2010: 6. Platz
- 2011: 9. Platz
- 2012: 3. Platz
- 2013: 9. Platz
- 2014: 8. Platz
- 2015: 4. Platz
- 2016: 3. Platz
- 2017: Spiel um Platz 11
- 2018: 2. Platz
- 2019: 2. Platz

### Mundialito
Die Nationalmannschaft nahm viermal am Mundialito teil.
- 1984: 1. Platz
- 1985: 2. Platz
- 1986: 1. Platz
- 1988: 2. Platz

## Trainer

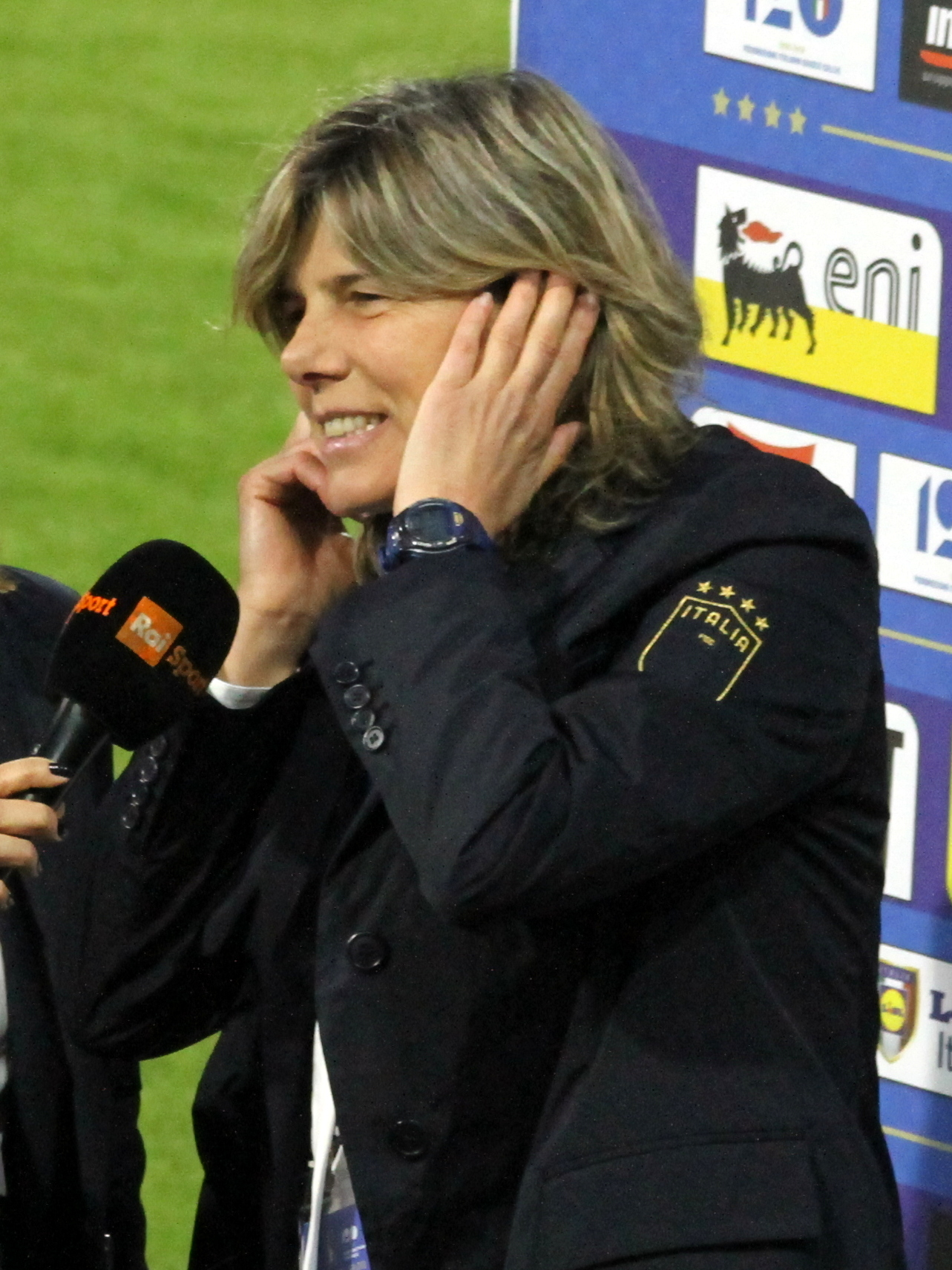
Milena Bertolini

- 1969–1971: Giuseppe Cavicchi
- 1972–1978: Amedeo Amadei
- 1979–1981: Sergio Guenza
- 1981–1982: Paolo Todeschini
- 1982–1984: Enzo Benedetti
- 1984–1989: Ettore Recagni
- 1989–1993: Sergio Guenza
- 1993–1995: Comunardo Niccolai
- 1995–1997: Sergio Guenza
- 1997–1998: Sergio Vatta
- 199900000: Carlo Facchin
- 1999–2000: Ettore Recagni
- 2000–2005: Carolina Morace
- 2005–2012: Pietro Ghedin
- 2012–2017: Antonio Cabrini
- 2017–2023: Milena Bertolini
- seit 2023: Andrea Soncin

## Spiele gegen Nationalmannschaften deutschsprachiger Länder
Alle Ergebnisse aus italienischer Sicht.

### Deutschland
| Datum             | Ort           | Ergebnis             | Anlass           |
| ----------------- | ------------- | -------------------- | ---------------- |
| 25. Januar 1984   | Mailand       | 2:1                  |                  |
| 19. August 1984   | Caorle        | 1:2                  |                  |
| 26. August 1984   | Jesolo        | 3:1                  |                  |
| 15. November 1987 | Burghausen    | 0:3                  | EM-Qualifikation |
| 2. April 1988     | Andria        | 0:0                  | EM-Qualifikation |
| 20. Juli 1988     | Arco          | 1:0                  |                  |
| 28. Juni 1989     | Siegen        | 1:1 n. V., 3:4 i. E. | EM-Halbfinale    |
| 11. Juli 1991     | Frederikshavn | 0:3                  | EM-Halbfinale    |
| 21. November 1991 | Zhongshan     | 0:2                  | WM-Vorrunde      |
| 18. April 1992    | Rom           | 1:1                  | WM-Qualifikation |
| 30. Juni 1993     | Rimini        | 1:1 n. V., 4:3 i. E. | EM-Halbfinale    |
| 11. Dezember 1996 | Benevento     | 0:0                  |                  |
| 30. Juni 1997     | Moss          | 1:1                  | EM-Vorrunde      |
| 12. Juli 1997     | Oslo          | 0:2                  | EM-Finale        |
| 5. Februar 1998   | Catania       | 0:1                  |                  |
| 20. Juni 1999     | Los Angeles   | 1:1                  | WM-Vorrunde      |
| 11. November 1999 | Isernia       | 4:4                  | EM-Qualifikation |
| 6. April 2000     | Frankfurt     | 0:3                  | EM-Qualifikation |
| 10. Mai 2001      | Troisdorf     | 0:1                  |                  |
| 31. März 2004     | Bozen         | 0:1                  |                  |
| 9. Juni 2005      | Preston       | 0:4                  | EM-Vorrunde      |
| 3. August 2006    | Krefeld       | 0:5                  |                  |
| 14. März 2007     | Olhao         | 1:0                  | Algarve-Cup      |
| 4. September 2009 | Lahti         | 1:2                  | EM-Viertelfinale |
| 3. Juni 2011      | Osnabrück     | 0:5                  |                  |
| 21. Juli 2013     | Växjö         | 0:1                  | EM-Viertelfinale |
| 21. Juli 2017     | Tilburg       | 1:2                  | EM-Vorrunde      |
| 10. November 2018 | Osnabrück     | 2:5                  |                  |
| 11. März 2020     | Parchal       | nicht angetreten     | Algarve-Cup      |

### Schweiz
| Datum              | Ort                | Ergebnis | Anlass           |
| ------------------ | ------------------ | -------- | ---------------- |
| 8. Juli 1970       | Salerno            | 2:1      |                  |
| 8. April 1978      | Chiasso            | 2:0      |                  |
| 28. April 1979     | Aosta              | 5:1      |                  |
| 19. Oktober 1980   | Bellinzona         | 1:2      |                  |
| 11. April 1982     | Biella             | 1:0      |                  |
| 22. Mai 1983       | Lugano             | 2:0      | EM-Qualifikation |
| 17. September 1983 | Rom                | 2:0      | EM-Qualifikation |
| 14. September 1985 | Padua              | 3:0      | EM-Qualifikation |
| 1. November 1986   | Basel              | 2:1      | EM-Qualifikation |
| 18. Juni 1988      | Levanto            | 5:0      | EM-Qualifikation |
| 30. Oktober 1988   | Caslano            | 6:0      | EM-Qualifikation |
| 2. Dezember 1989   | Reggio nell’Emilia | 4:1      | EM-Qualifikation |
| 7. April 1990      | Lugano             | 4:0      | EM-Qualifikation |
| 30. Oktober 1996   | Giubiasco          | 1:0      |                  |
| 1. November 1997   | Nyon               | 3:1      | WM-Qualifikation |
| 16. Mai 1998       | Perugia            | 2:0      | WM-Qualifikation |
| 27. September 2003 | Frauenfeld         | 1:0      | EM-Qualifikation |
| 22. Mai 2004       | Trapani            | 0:0      | EM-Qualifikation |
| 9. April 2008      | Nyon               | 0:0      |                  |
| 23. Oktober 2010   | Treviso            | 1:0      | WM-Qualifikation |
| 27. Oktober 2010   | Aarau              | 4:2      | WM-Qualifikation |
| 24. Oktober 2015   | Cesena             | 0:3      | EM-Qualifikation |
| 8. April 2016      | Biel/Bienne        | 1:2      | EM-Qualifikation |
| 6. März 2017       | Larnaka Zypern     | 0:6      | Zypern-Cup 2017  |
| 28. Februar 2018   | Larnaka Zypern     | 3:0      | Zypern-Cup 2018  |
| 29. Mai 2019       | Ferrara            | 3:1      |                  |
| 26. November 2021  | Palermo            | 1:2      | WM-Qualifikation |
| 12. April 2022     | Thun               | 1:0      | WM-Qualifikation |

### Österreich
| Datum             | Ort                    | Ergebnis | Anlass          |
| ----------------- | ---------------------- | -------- | --------------- |
| 6. Juni 1971      | Palermo                | 6:0      |                 |
| 8. Dezember 1983  | Bozen                  | 8:0      |                 |
| 7. April 2013     | Sankt Veit an der Glan | 3:1      |                 |
| 7. März 2016      | Larnaka (CYP)          | 0:0      | Zypern-Cup 2016 |
| 11. November 2022 | Lignano Sabbiadoro     | 0:1      |                 |

Anmerkung: Die ersten beiden Spiele gegen Österreich werden von der FIFA nicht als offizielle Länderspiele gezählt und auch nicht in der lückenhaften Statistik der FIGC geführt.